# Berlingo (Lombardiet)
 For alternative betydninger, se Berlingo. (Se også artikler, som begynder med Berlingo)
Berlingo er en italiensk by (og kommune) i regionen Lombardiet i Italien, med omkring 2.749(2023) indbyggere.